# Жупава
Жупава (пол. Żupawa) — село в Польщі, у гміні Ґрембув Тарнобжезького повіту Підкарпатського воєводства.
Населення — 864 особи (2011).
У 1975-1998 роках село належало до Тарнобжезького воєводства.

## Демографія
Демографічна структура станом на 31 березня 2011 року:
|          | Загалом | Допрацездатний вік | Працездатний вік | Постпрацездатний вік |
| -------- | ------- | ------------------ | ---------------- | -------------------- |
| Чоловіки | 435     | 97                 | 292              | 46                   |
| Жінки    | 429     | 87                 | 251              | 91                   |
| Разом    | 864     | 184                | 543              | 137                  |